# Khnumhotep I
Khnumhotep I là một nomarch cai quản nome Oryx (nome thứ 16 của Thượng Ai Cập), sống vào thời trị vì của pharaon Amenemhat I thuộc Vương triều thứ 12 trong lịch sử Ai Cập cổ đại.

## Gia quyến
Khnumhotep I xuất thân trong một gia đình quý tộc sống tại Menat-Khufu (nay là thành phố Minya, Ai Cập). Những thông tin về gia quyến của Khnumhotep I được biết đến từ ngôi mộ BH14 của ông. Không rõ tên cha của Khnumhotep do đã bị mất, chỉ biết mẹ của ông tên là Baqet (hoặc Bakt). Khnumhotep I được ban nhiều danh hiệu cao quý, như "Lãnh chúa vĩ đại của Oryx", "Bạn đồng hành của vua", "Người thân của vương thất"... Những dòng chữ trên tường mộ cho biết, Khnumhotep I đã cùng vua Amenemhat I đánh đuổi quân thù ra khỏi biên giới Ai Cập trong những cuộc chinh phạt khác ở bắc-nam, và được vua phong làm "Bá tước Menat-Khufu".
Vợ cả của Khnumhotep I là Zapity (hoặc Satap), người được phong nhiều danh hiệu cao quý như "Người của giới quý tộc", "Phu nhân của lãnh chúa"... Đặc biệt, danh hiệu "Người của giới quý tộc" rất hiếm được trao cho phụ nữ, và những người phụ nữ nhận danh hiệu này đều có mối quan hệ với vương thất. Có thể suy đoán rằng Zapity là một công nương, và cuộc hôn nhân giữa bà và Khnumhotep này là do vua Amenemhat I muốn giữ mối quan hệ với nhà Khnumhotep.

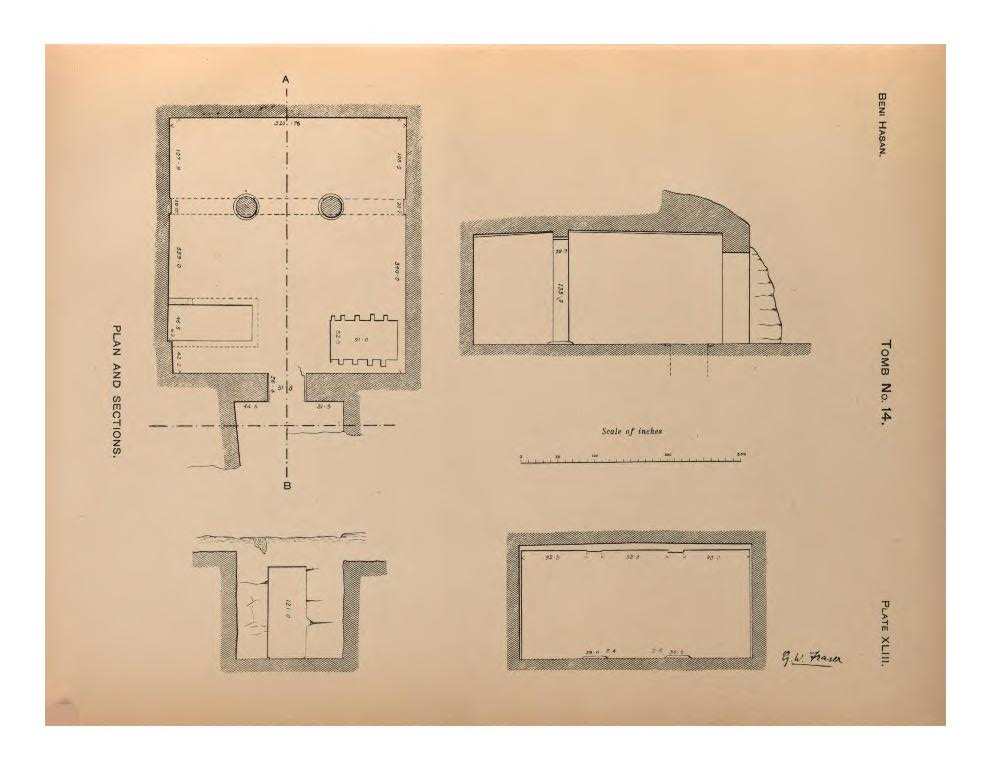
Sơ đồ ngôi mộ BH14

Ngoài Zapity, Khnumhotep còn ít nhất 3 bà vợ thứ, là Herit và Heryib (người còn lại bị mất tên). Khnumhotep có hai người con: con trai là Nakht kế nhiệm làm nomarch tiếp theo của Oryx; con gái là Baqet, kết hôn với Neheri sinh ra Khnumhotep II, người trở thành một nomarch của Oryx.

## Ngôi mộ
Ngôi mộ của Khnumhotep I nằm tại Beni Hasan, mang số hiệu BH14. Ngôi mộ được xây sâu vào trong một vách đá, bao gồm một sảnh lớn với hai cột ở gần bức tường phía đông. Tường mộ được vẽ đầy những bức phù điêu, nhưng hầu hết đã bị phai màu theo năm tháng. Có hai lối dẫn xuống những hầm chôn cất, nhưng chỉ một trong số chúng được hoàn thành.
Bức tường phía tây nam (nằm bên trái lối vào, nhìn từ sảnh lớn ra bên ngoài) là một văn bản dài ghi về tiểu sử của Khnumhotep I, cũng như các danh hiệu và khung cartouche của Amenemhat I. Bức tường phía tây bắc là phù điêu về những thành viên trong gia đình ông, đã phai mờ khá nhiều và không phải tên nào cũng còn nguyên vẹn.
Bức tường phía bắc là một bức vẽ mô tả các tư tế và người người dâng tế phẩm lên Khnumhotep I và phu nhân Zapity. Ở trên cùng của bức vẽ này là một bức vẽ khác mô tả cảnh săn bắt trong sa mạc. Bức tường phía đông chia làm 6 hàng phù điêu: 3 hàng đầu là những cảnh đấu vật, 3 hàng cuối là cảnh những người lính đang tấn công một pháo đài, và có một nhóm người Libya đang bị dẫn đi, có thể là tù binh.
Những phù điêu trên bức tường phía nam không được bảo quản tốt. Khnumhotep được mô tả là đang ngồi và quan sát mọi người, có các nhạc công đang phục vụ ông ta. Một cảnh khác trên tường cho thấy Khnumhotep đang quan sát những nông dân làm việc trên đầm lầy.

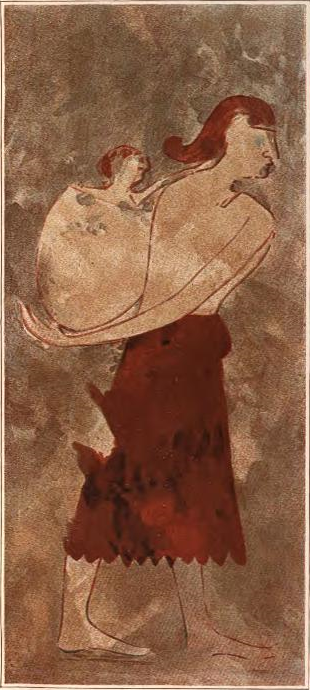
Phù điêu một người phụ nữ Libya đang bế con (bức tường phía đông)